# La nuova squadra
La nuova squadra è una serie televisiva italiana trasmessa in prima visione su Rai 3 dal 12 marzo 2008 al 18 marzo 2011.

## Produzione

### Concezione e sviluppo della serie
Di seguito viene riportata una breve cronologia relativa alla realizzazione de La nuova squadra.
Dopo molte polemiche legate alla chiusura de La squadra, la Rai annuncia di voler dare una nuova svolta alla serie televisiva ambientata a Napoli, sempre improntata all'innovazione e all'azione.
Per mesi si sono susseguite voci sulla realizzazione di questo spin-off, con uscite eccellenti dal cast (la morte dell'Ispettore Guerra), nuove entrate (Pietro Taricone) e una nuova ambientazione (sempre a Napoli).
Le riprese sono state effettuate a partire dal novembre del 2007, per un totale di 44 episodi in HDTV, destinati ad essere trasmessi, due per volta, su Rai 3 dal 12 marzo 2008.
Nella serie vengono integrate riprese serrate e spettacolari, come ad esempio micro-telecamere montate su elicotteri radiocomandati o sulle motociclette dei Falchi.

### Caratteristiche della serie
La nuova squadra non è, come alcuni settimanali di programmi tv hanno erroneamente dichiarato, la nona stagione della fiction La squadra (che si è definitivamente conclusa il 5 dicembre del 2007), ma è uno spin-off, cioè una fiction nuova che trae origine da una precedente.
La nuova squadra ha in comune con La squadra, oltre che l'ambientazione a Napoli, il grande tema dominante: la Polizia di Stato che lotta quotidianamente contro la camorra, con lo scopo di difendere la legalità e la pubblica sicurezza. Tuttavia tra i due telefilm ci sono notevoli differenze: l'ambientazione si sposta dal commissariato Sant'Andrea al commissariato del quartiere Spaccanapoli, con un quasi totale rinnovamento del cast. Ne La nuova squadra viene introdotto il corpo dei Falchi, i poliziotti che lavorano in borghese e utilizzano come mezzo di trasporto la motocicletta.
Inoltre, le due fiction hanno le medesime case di produzione: Rai Fiction, Grundy Italia S.p.A. (quest'ultima oggi non esiste più, è stata assorbita da una azienda più grande).
La sigla iniziale, i temi musicali ricorrenti durante gli episodi e la sigla finale sono stati composti dal musicista partenopeo Lino Cannavacciuolo.

### Commenti degli attori
Tony Sperandeo inizialmente si è dichiarato non troppo convinto di una serie con poliziotti ambigui, molto meglio una netta separazione tra i "buoni" ed i "cattivi".
Rolando Ravello ha paragonato questa serie allo statunitense The Shield, e ha precisato la diversità dalla precedente squadra, in quanto le due serie napoletane mantengono in comune solo l'impianto produttivo ed i temi legati all'attualità.

### Messa in onda
Della serie sono state realizzate tre stagioni:
- Gli episodi totali della prima stagione sono 44, divisi dalla pausa estiva in due gruppi da 22. Tra i due gruppi non ci sono differenze radicali: il cast artistico e tecnico rimane invariato. Tuttavia viene cambiata la sigla: la musica diventa meno forte (ma l'autore è sempre Lino Cannavacciuolo) e vengono visualizzati i nomi degli interpreti e dei personaggi, che prima non c'erano. Inoltre, la durata di un episodio si allunga da 50 minuti circa a 55-60 minuti circa.
- La seconda stagione va in onda su Rai 3 dal 2 settembre al 25 novembre 2009.
- Nel mese di marzo 2010 è stato reso noto dalla società di produzione della fiction, la Grundy Italia, l'inizio a settembre delle riprese della terza stagione. Il primo episodio è stato trasmesso il 14 gennaio 2011 e usando come titolo "La Nuova Squadra: Spaccanapoli". La terza stagione è stata anche l'ultima. La serie si è conclusa senza un vero finale, bensì con un cliffhanger, perché non si conosce il destino di alcuni personaggi.

## Trama
Napoli, 2007. Nel quartiere Spaccanapoli viene inaugurato un nuovo commissariato di polizia. È stato costruito in un'area in cui in precedenza c'era una cosiddetta "piazza di spaccio", ossia un insieme di palazzi e di edifici in cui la criminalità organizzata si occupa di preparare la droga che poi verrà venduta nelle strade. La scelta del luogo è simbolica, e il nuovo commissariato viene intitolato alla memoria di Ciro De Rosa, un poliziotto ucciso proprio in quella ex "piazza di spaccio". Come dirigente della struttura arriva da Genova il vicequestore Paola Ricci, una donna molto attenta al rispetto delle regole e poco incline a comprendere la mentalità e lo stile di vita specifico del capoluogo campano. La nuova dirigente, a causa delle sue idee, non è ben vista dai Falchi del commissariato: l'ispettore Sergio Vitale, sposato e padre di una bambina, e l'ispettore Vito Sorrentino, single e amico di vecchia data di Vitale. I due Falchi effettuano un'indagine non autorizzata, e scoprono che De Rosa spacciava droga ed era anche corrotto. Il Questore Fusco non vuole comunicare a Paola Ricci questa scioccante verità: sia lui e sia la coppia Vitale-Sorrentino sanno che, se questa informazione diventasse di dominio pubblico, causerebbe un danno gravissimo alla reputazione della polizia. La figlia di Ciro De Rosa, Vicky, prende il posto del padre nel corpo dei Falchi, ed è totalmente ignara delle attività illecite del padre. Vitale e Sorrentino decidono di non comunicare nulla né a lei né agli altri componenti del commissariato. Lorenzo Ciccone, di grado commissario, è amareggiato perché si aspettava di essere promosso a vicequestore e quindi di diventare lui il dirigente del commissariato, ritenendo di avere maggiore esperienza e maggiore conoscenza del territorio rispetto a Paola Ricci, che secondo lui è stata scelta solamente in quanto donna. Alla sezione investigativa del commissariato arrivano Sciacca e Battiston, già precedentemente in forze al Sant'Andrea (trasformato in una struttura burocratica). Battiston entra in aperto conflitto con Vitale, non solo perché non condivide minimamente i suoi metodi, ma anche perché lo accusa (neppure troppo velatamente) di essere un doppiogiochista. Sciacca, al contrario, ritiene che i sospetti di Battiston siano del tutto campati per aria, e mantiene rapporti cordiali con Vitale, pur continuando a considerarsi un amico di Battiston. Come terzo ed ultimo reduce del Sant'Andrea arriva Silla, che viene integrato nei Falchi. Alla sezione Volanti, invece, spiccano Alessia Marciano e Federico Coppola. Quest'ultimo ha scelto di entrare in Polizia nonostante la totale disapprovazione di suo padre e di suo fratello, i quali, pur non essendo dei veri e propri criminali, si dedicano comunque ad alcune attività illegali non sanguinarie e non hanno nessuna fiducia nelle forze dell'ordine.

## Cast

### Personaggi principali
- L'Ispettore Superiore Sergio Vitale (Rolando Ravello) è il capo dei Falchi. Impulsivo ed energico, non si sottomette volentieri alla disciplina e per questo spesso entra in conflitto con il Vicequestore Ricci nella I stagione, nella seconda stagione arriverà a stringere amicizia con il vicequestore Lopez. Nel corso della serie si scopre che il padre molestava la sorella e si è sentito sempre in colpa per non averla protetta, per questo tende ad essere molto protettivo con le persone a cui vuol bene. Vive con la moglie Luisa e la figlia Maddalena, di sei anni. Dalla seconda stagione si separa dalla moglie (e i due inizieranno a frequentare altre persone) pur mantenendo un buon rapporto con la figlia; inoltre cerca vendetta contro gli assassini dell'amico e collega Alberto Lenzi, ma poi Lopez lo convince a fare vera giustizia. Nella terza stagione diventa la principale nemesi del nuovo boss, Michele Malinconico e del cartello colombiano dei Castillo (quest'ultimo costituirà una minaccia anche per la sua famiglia).
- L'Ispettore Vito Sorrentino (Pietro Taricone) fa parte dei Falchi, e mal sopporta il vicequestore Ricci. È da sempre un grande amico di Vitale; per un periodo sarà perfino fidanzato con la sorella di Sergio. Pur essendo un bravo poliziotto, come il defunto amico Ciro De Rosa, diventerà un corrotto e si legherà a criminali pericolosi, che lo ricatteranno in più occasioni. Verrà arrestato dall'amico Sergio nella seconda puntata della seconda stagione; fa poi una breve apparizione qualche episodio dopo, quando lo si vede piangere nella sua cella per la perdita dell'amico Alberto Lenzi. La terza stagione della serie comincerà con una dedica a Pietro Taricone, che aveva perso la vita poco prima in un incidente di paracadutismo.
- Il Vicequestore Paola Ricci (Lisa Galantini) è la dirigente del commissariato Spaccanapoli. Donna rigida e mal sopportata ma dai sani principi, ha un marito e un figlio a Genova. Nella seconda serie, sarà presente solo nei primi due episodi poiché, dopo una promozione, lascerà il commissariato Spaccanapoli, trasferendosi alla Sezione Crimini di Roma.
- Il Vicequestore Andrea Lopez (Marco Giallini), nuovo dirigente dal temperamento forte, entra al posto della Ricci e si inserisce autorevolmente con la diretta partecipazione nelle vicende quotidiane. Più interessato ai risultati che al rispetto del protocollo, sarà spesso redarguito dai magistrati inquirenti ed otterrà l'amicizia e la stima di Sergio Vitale e degli altri agenti del commissariato. Avrà una relazione prima col medico legale poi con Bianca Savarese. Morirà nel primo episodio della terza stagione, ucciso dal suo acerrimo nemico Gerardo Facchini (Vanni Corbellini).
- L'Agente Vincenza "Vicky" De Rosa (Elaine Bonsangue), prende il posto del padre Ciro, assassinato dalla camorra, nel corpo dei Falchi. È protetta in maniera paterna dai colleghi Vitale e Sorrentino, che erano grandi amici di Ciro; Sergio in particolare la tratta come una figlia. Scoperto che il padre era un corrotto penserà di lasciare la Polizia, ma il Vicequestore Paola Ricci le farà cambiare idea. Durante la serie, si innamorerà del suo collega Francesco Silla, ma questi lascerà sia lei sia la Polizia all'inizio della seconda stagione. Durante la terza stagione intrattiene una relazione con Gabriele Coppola (Carmine Recano) fratello del collega Federico Coppola (Ciro Esposito); sarà un'altra storia tormentata, perché il ragazzo farà l'infiltrato nel clan dei Malinconico e intratterrà anche una storia con la figlia del boss, Desirè. Nel finale della terza stagione la ragazza spara a Gabriele, che si ritrova a terra, sanguinante, tra le braccia di Vicky; poiché la serie non è proseguita non è possibile sapere se il ragazzo muore o se sia semplicemente ferito.
- L'Agente scelto Federico Coppola (Ciro Esposito) è un giovane poliziotto. La sua voglia di essere un onesto servitore dello Stato è ostacolata dalla sua difficile situazione familiare con un padre che ha avuto problemi con la giustizia, e il fratello Gabriele che frequenta ambienti camorristici. Molto amico di Alessia Marciano (che è la sua partner) e della squadra dei Falchi. Si innamora di Teresa, una collaboratrice di giustizia che però sceglie il noviziato. Nella seconda stagione perde il padre (con cui era riuscito a riallacciare i rapporti), per colpa di Lucia Profeta, ma si riavvicina al fratello. Nella terza stagione è promosso agente scelto e suo fratello diventa infiltrato nel clan dei Malinconico. Nel finale di serie assiste al ferimento di Gabriele, ma poiché la serie non è proseguita non si può sapere se questi sia morto o semplicemente ferito.
- Il Commissario capo Lorenzo Ciccone (Antonio Milo) è amico di Vitale e di Sorrentino. Inizialmente credeva che all'apertura del nuovo commissariato il posto di vicequestore sarebbe toccato a lui, e ci rimane molto male quando apprende che invece è toccato alla Ricci. Nella terza stagione, gli viene affidata la guida temporanea del commissariato, ma in seguito si renderà conto che non è adatto al ruolo di dirigente, decidendo di lasciare l'incarico al commissario Walter Battiston (Federico Tocci). Ha un rapporto conflittuale con la madre e, dopo mille vicissitudini, si fidanza con una sua ex donna delle pulizie di origine sudamericana, benché quest'ultima lo avesse in precedenza denunciato per tentato stupro.
- Il Sovrintendente Alessia Marciano (Teresa Saponangelo) lavora alle volanti insieme a Coppola. Felicemente sposata, vorrebbe diventare madre. Insieme al marito adotterà un bambino, Giuliano. Quando però il marito la tradirà con la babysitter, si legherà a Battiston (pur non separandosi ufficialmente, per non perdere la custodia del figlio adottivo). Nella terza stagione da sovrintendente sarà promossa a sovrintendente capo. Amica e partner dell'agente Federico Coppola.
- L'Agente scelto Francesco Silla (Gennaro Silvestro) viene trasferito dal commissariato Sant'Andrea al commissariato Spaccanapoli. Prende il posto di Alberto Lenzi nel corpo dei "Falchi". Durante la serie, avrà una storia con Vicky. A metà della seconda stagione Silla abbandonerà il commissariato a causa delle torture subite nella vicenda che porterà alla morte del suo collega Alberto Lenzi.
- Il sostituto commissario Walter Battiston (Federico Tocci) all'inizio della sua carriera svolgeva servizio a Treviso (sua città natale), per poi diventare parte dell'organico del commissariato Sant'Andrea; da Trento, dove aveva preso servizio dopo la chiusura del commissariato Sant'Andrea, viene trasferito di nuovo a Napoli, stavolta al commissariato Spaccanapoli, dove ritrova Salvatore Sciacca e Francesco Silla. Nel corso della prima stagione conduce una vera e propria guerra privata contro Sergio Vitale, che ritiene un corrotto, ma poi i due impareranno a collaborare e a superare le divergenze. Grande amico di Sciacca, fin da quando era in servizio al Sant'Andrea ed ebbe una relazione con sua sorella Mara (Celeste Brancato). Nella terza stagione, dopo la rinuncia di Ciccone (Antonio Milo), gli viene affidata la gestione del commissariato Spaccanapoli e diventa anche compagno di Alessia Marciano. Nel finale di serie il suo incarico di dirigente del commissariato gli viene confermato e giura a Vitale e ai suoi colleghi che continuerà la guerra contro il clan Malinconico quando il suo boss uscirà di prigione; poiché la serie non è proseguita non è possibile conoscere l'evoluzione della storia.
- Il Dirigente esterno vicario Giovanni Fusco (Luigi Petrucci) è un superiore della Ricci, e spesso non condivide i suoi metodi e le sue iniziative. Finge di essere un onesto e disinteressato servitore dello Stato, ma la sua carriera gli sta più a cuore di come è la situazione a Napoli. Promosso e trasferito, esce di scena dopo la prima stagione.
- Il Sovrintendente Salvatore Sciacca (Tony Sperandeo) viene trasferito dal commissariato Sant'Andrea al commissariato Spaccanapoli. Di origini siciliane e dal carattere brusco e scontroso, difende i suoi sani principi con grande onestà. Era uno dei punti di riferimento del Sant'Andrea. È un grande amico di Battiston, anche se non condivide l'antipatia che questi prova verso Sergio Vitale. Nel corso della prima stagione uccide la moglie di un boss camorrista e questi si vendica rapendolo e trasformandolo in tossicodipendente; aiutato dagli amici supererà la crisi e rientrerà in servizio. Nella seconda stagione prende molto a cuore il caso di un ragazzo investito, la cui colpevole era riuscita a sottrarsi alla giustizia grazie ad amicizie potenti; pur di far giustizia inizierà una guerra privata contro Gerry Colella, produttore televisivo ed affiliato al clan Barone, che aveva insabbiato l'omicidio. Nella terza stagione rischierà prima un congedo a causa di una strana malattia che lo colpisce, ma una volta guarito si dovrà occupare di un caso irrisolto che lo ossessionava da dieci anni.
- L'agente Alberto Lenzi (Antonio Pennarella) Falco sospeso dal servizio perché in attesa di giudizio, una volta terminato il processo con la sua definitiva assoluzione, ritorna a far parte della squadra. Morirà all'inizio della seconda stagione per mano degli uomini di Antonio Barone.
- Gabriele "Lele" Savarese (Gabriele Mainetti) poliziotto figlio d'arte, entra a far parte della squadra dei Falchi in seguito all'omicidio di Lenzi per sostituirlo. Promosso al concorso per passare ai NOCS, lascia il commissariato all'inizio della terza serie.
- Bianca Savarese (Irene Ferri) sorella di Lele, è in attesa del trasferimento alla Mobile, ma entra nella squadra dei Falchi al posto di Silla, con lo scopo di spiare Lopez per conto di un ambiguo funzionario dei Servizi Segreti italiani, Gerardo Facchini. Dopo aver confessato la sua colpa, farà il doppio gioco in favore di Lopez, con cui avrà una relazione. Durante la terza stagione dovrà superare il lutto per la perdita del compagno ed inoltre si scontrerà col padre biologico del suo figlio adottivo, Giulio, che si vuole riprendere il bambino. Sarà aiutata dal nuovo collega Matteo Costa (Flavio Montrucchio) con cui legherà molto nel finale della serie riesce a riottenere la custodia di Giulio e inizia una relazione con Matteo.
- Luigi Profeta (Duccio Giordano) è il boss del più importante clan camorristico del centro storico di Napoli. Non usa i metodi degli altri boss, e ha una personalità tutta sua. Rifiuta di spacciare droga perché il padre morì di overdose. È un informatore di Vitale, ma i rapporti con quest'ultimo sono spesso difficili e burrascosi, soprattutto perché riesce a coinvolgere Vito Sorrentino nei suoi loschi affari. Viene arrestato nel finale della prima stagione. Nella seconda stagione, viene accoltellato poiché il nuovo boss Don Antonio Barone, detto O' Cafone, gli fa la guerra. Si riprende dal ferimento ed evade dal carcere, ma subito dopo la sorella Lucia lo tradisce passando dalla parte di O' Cafone, condannandolo a morte. Il cadavere di Luigi Profeta viene trovato subito dopo.
- Lucia Profeta (Marcella Granito) è la sorella del boss Luigi che, dopo l'arresto di quest'ultimo, prende in mano il quartiere Spaccanapoli. Stanca delle lotte tra i clan (così come di subire le politiche sbagliate del fratello e del suocero) decide di attenersi alle proposte di Don Antonio Barone, diventa sua sottoposta e gli consegna Luigi, evaso poco tempo prima, e poi il suocero (Cherubino Vitiello, capo del clan omonimo). Pur essendo sposata intrattiene una relazione col suo sottoposto Gabriele Coppola, fratello dell'agente Federico Coppola. Gabriele decide di tradire la sua amante e di farla arrestare dopo che quest'ultima provoca la morte del padre e della sua nuova fidanzata Jenny (che era incinta).
- Don Antonio Barone, detto O' Cafone (Andrea Tidona) è il nuovo boss che, dopo l'arresto di Profeta, intende conquistare il quartiere Spaccanapoli. Soprannominato O' Cafone poiché proviene dalla provincia, si serve di una squadra di criminali di guerra serbi per unire sotto di sé tutti i capi camorristici della città, eliminando i dissidenti come lo stesso Profeta e Cherubino Vitiello. Arrestato nel finale della seconda stagione, finge di voler diventare collaboratore di giustizia. Verrà ucciso da Facchini (Vanni Corbellini) quando scopre che il commissariato ha saputo del loro incontro e dei loro legami nella prima puntata della terza stagione.
- Don Michele Malinconico (Antonio Gerardi) boss ancorato al vecchio codice d'onore ma allo stesso tempo con una concezione moderna, esperto della new economy della malavita. Malinconico controlla il traffico di cocaina con la Colombia, ricicla i soldi nel quartiere di Spaccanapoli, ha una casa lussuosa in via Petrarca e una famiglia che ama e che tiene all'oscuro delle sue attività. Nel finale di serie viene arrestato, per reati minori, quindi non dovrebbe scontare una lunga pena ed è convinto di poter riprendere le redini del clan non appena sarà rilasciato; tuttavia assiste sconvolto all'arresto di sua figlia Desirè, che ha sparato a Gabriele Coppola davanti a tutto il commissariato Spaccanapoli.
- Gerardo Facchini (Vanni Corbellini) funzionario corrotto dei servizi segreti italiani; è lui che ha "creato" il boss Antonio Barone, per spazzar via altri clan camorristici e trarne anche vantaggi personali. Nella seconda stagione cerca di uccidere Antonio Barone per coprire i suoi crimini e non esiterà ad assassinare perfino un collega pur di riuscirci; nel finale di stagione però trova un accordo con il boss e lo convince a "pentirsi". Entrerà in forte conflitto con una sua vecchia conoscenza, il vicequestore Lopez, di cui ha provocato la morte di un collega. Ucciderà Lopez in uno scontro a fuoco, ma verrà arrestato subito dopo, anche perché aveva assassinato il boss Antonio Barone.
- Matteo Costa (Flavio Montrucchio) nuovo agente dei Falchi dopo il trasferimento di Lele Savarese. Vecchio amico di Sergio Vitale e di Vicy De Rosa, è un poliziotto molto capace ma dai metodi poco ortodossi. Diventa il nuovo partner di Bianca Savarese e nonostante le notevoli divergenze di opinione e caratteriali i due legheranno molto e si aiuteranno anche nel privato, in particolare riguardo alla causa per l'affido di Giulio a Bianca. Sul finire della serie tra lui e Bianca comincia una vera relazione, anche perché quest'ultima riesce a riottenere la custodia di Giulio.

### Personaggi secondari (in ordine alfabetico)
- Alessandra D'Elia è Luisa, moglie di Sergio Vitale
- Ambra Angiolini è Ludovica Belforte, vicequestore sezione antidroga
- Andrea Iacomino è Luciano Babbà, uomo fidato dei Profeta
- Anna Gigante è Cristiana, sorella di Sergio Vitale
- Anna Melato è Olga, madre di Lorenzo Ciccone
- Armando De Razza è Gerry Colella, produttore televisivo legato al clan di Don Antonio Barone
- Barbara Rizzo è il pm Cortesi, presente solo nella seconda stagione
- Barbara Tabita è Mimma Ferrante, medico legale nelle prime due stagioni
- Benedetta Valanzano è Isabella Iovine, fidanzata di Sannino e amante di Vito Sorrentino
- Guglielmo Guidi è Angelo Vitiello, detto ò cherubino, Boss di Secondigliano
- Carlo Cartier è Mino Licola, candidato consigliere comunale e parente di Don Antonio Barone
- Carmine Recano è Gabriele, fratello di Federico Coppola; diventa un membro del cast principale nella terza stagione
- Caterina Corsi è Katia Sacco, ambiziosa giornalista di una TV locale
- Celeste Brancato è Mara, sorella di Salvatore Sciacca
- Claudio Castrogiovanni è Aldo, marito di Alessia Marciano
- Damir Todorovic è Sacha Jovovic, luogotenente di Don Antonio Barone
- Eduardo Tartaglia è il "Professore", cugino e braccio destro dei Profeta
- Federico Rossi è Mauro, figlio di Paola Ricci
- Francesco Di Leva è Don Gaetano Sansone, boss della camorra
- Emiliano De Martino è Umberto Polito, braccio destro del boss della camorra Don Gaetano Sansone
- Francesco Siciliano è Angelo Greco, Questore vicario nella terza stagione
- Gianfranco Gallo è Gennaro Bertoni
- Gaetano D'Amico è Carlo, marito di Paola Ricci
- Gianni Parisi è Bruno Coppola, padre di Federico e Gabriele Coppola
- Igor De Vita è Raffaele Battaglia
- Manfredi Aliquò è l'Avvocato Diego Ferrari
- Maria Bolignano è Rosa Storaci
- Maria Caterina Crispino è Maddalena, figlia di Sergio Vitale
- Michele Maganza è Claudio Persico, agente delle volanti
- Nadir Mura è Alex Dragovic, capo degli Scorpioni al servizio di Don Antonio Barone, nonché assassino di Alberto Lenzi
- Pierluigi Coppola è Franco Pace, agente
- Sara Sartini è Elisa Scotto
- Stefano Moffa è Bruno Sannino, camorrista e assassino di Ciro De Rosa

## Episodi
| Stagione         | Episodi | Prima TV |
| ---------------- | ------- | -------- |
| Prima stagione   | 44      | 2008     |
| Seconda stagione | 22      | 2009     |
| Terza stagione   | 18      | 2011     |

## Segnaletica per minori
Nella messa in onda italiana, il telefilm La nuova squadra è contrassegnato dalla "striscetta gialla", che indica che la visione del programma non è adatta a bambini non accompagnati da un adulto.
Tale segnaletica è stata poi rimossa nella distribuzione su RaiPlay.